# スーパーサイズ・ミー (お笑いトリオ)
スーパーサイズ・ミーは、吉本興業（東京本社）所属のお笑いトリオ。2019年結成。NSC東京校19期生。

## メンバー
黒田 大樹（くろだ だいき、1989年9月10日 -（35歳））
埼玉県越谷市出身。身長180 cm、体重100 kg。血液型はA型。
趣味は飲酒、映画、釣り。特技は暗記。
憧れの芸人は加藤浩次（極楽とんぼ）。
『めちゃ×2イケてるッ!』『とんねるずのみなさんのおかげでした』などを観て、テレビ番組の制作スタッフを夢見ていたがだんだん自分の方が番組へ出たいと思うようになり、岡田に声をかけて快諾されたため芸人の道に切り替えた。
バツイチの女性とマッチングアプリ・Tinderを用いて出会い、交際を始めたものの2022年冬に破局。

西本 たける（にしもと たける、1991年1月15日 -（34歳））
神奈川県横浜市出身、身長178 cm、体重76 kg。血液型はA型。本名、西本 彪留（読み同じ）。武蔵野美術大学造形学部視覚伝達デザイン学科卒業。
趣味はサウナ。特技はイラスト、ダンス、結婚式司会。
憧れの芸人は秋山竜次（ロバート）。
Instagramでの小室圭のものまね動画や『マッチングアプリにいた男たち』などのショート動画シリーズで人気が出たことがきっかけで三谷幸喜に見初められ2022年に放送された大河ドラマ『鎌倉殿の13人』にて、主人公北条義時の次男・北条朝時を演じる。。

岡田 直也（おかだ なおや、1989年5月9日 -（36歳））
埼玉県出身、身長175 cm、体重75 kg。血液型はA型。
趣味はキャンプ、料理。特技はすぐ寝ること。
憧れの芸人は尾形貴弘（パンサー）。
コンビ時代からの相方・黒田とは幼稚園以来の幼馴染で、芸人の勧誘を受けた際は特にやりたいこともなかったため黒田と一緒ならという形で乗った。

## 来歴
NSC東京校19期出身からなるトリオで、デビュー当時は黒田・岡田のコンビ「フルフロンタル」として活動。同期による卒業ライブにて優勝し、首席で卒業を果たした。M-1グランプリでは2018年大会にて3回戦進出。NSC入学以前から2人はフリーで活動していたものの、黒田が岡田を誘っておいて自分からは何も行動せず、オーディションでネタを飛ばしたり数本程度しかネタを作らなかったりネタ合わせもほとんどしなかったり、酒ばかり嗜む状態が1年も続いたため共にNSCへの願書を提出した。フルフロンタルの由来は、コンビ名を考えていた時に隣にいた友達が命名してくれた。
西本は親がかなり教育熱心で、私立の中高一貫校にて英才教育を受けていた。グラフィックデザイナーを目指そうと武蔵野美術大学へ進学後にイベントMCを務める機会があって司会業に興味を持ち、アナウンサーか結婚式場の司会か芸人のどれにするか迷っていたが、芸人なら今までの経験が活かせると考えてNSCに入学。デビューしてしばらくはピン芸人として活動していたものの相方が欲しくなり、お試しということで何人かと仮のコンビを組んだものの正式な活動には至らず、最後には前コンビを解散した時期が重なっていた同期のともきちに声をかけ、コンビ「ゴールドバーグ」を結成するものの約3年で解散。NSC卒業から約5年後、西本がフルフロンタルへ加入して現在のトリオとなる。

## 芸風
主にコント。
M-1グランプリへ出場し、漫才を演じることもある。前述の通り西本加入以前のコンビでは3回戦進出経験を持ち、西本もゴールドバーグ時代に同じく3回戦まで進出していた。

## 賞レース戦績
- 2021年 M-1グランプリ2021 2回戦進出[11]
- 2022年 キングオブコント2022 準々決勝進出[12]
- 2023年 キングオブコント2023 準々決勝進出
- 2023年 M-1グランプリ2023 3回戦進出[11]
- 2024年 キングオブコント2024 準々決勝進出
- 2024年 M-1グランプリ2024 3回戦進出[11]
- 2025年 キングオブコント2025 準々決勝進出

## 出演
バラエティ
- ネタパレ（フジテレビ）[13]
- ダウンタウンのガキの使いやあらへんで!（日本テレビ）『山-1グランプリ2022』にて出場芸人の1組として出演[14]。
- ラヴィット!（TBSテレビ）
- ザ・細かすぎて伝わらないモノマネ（フジテレビ）

ドラマ
- 大河ドラマ 鎌倉殿の13人（2022年、NHK） - 北条朝時 役（西本）[15][16]
- とりあえずカンパイしませんか? 第3話（2023年3月16日、テレビ東京）- 太一 役（西本）[17]
- トリリオンゲーム 第2話（2023年7月21日、TBS） - 司会者 役（西本）
- 私の町の千葉くんは。（2024年10月10日 - 、テレビ東京） - 長谷川拓也 役（西本）[18]